# Belenois theora
Belenois theora is een vlinder uit de onderfamilie Pierinae van de familie van de witjes (Pieridae).
De wetenschappelijke naam van de soort werd in 1846 gepubliceerd door Edward Doubleday.